# Minnaert (cráter)

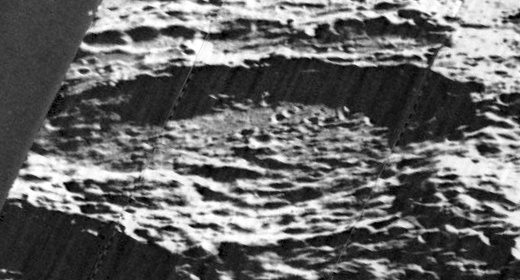
Imagen oblicua de la misión Lunar Orbiter 5

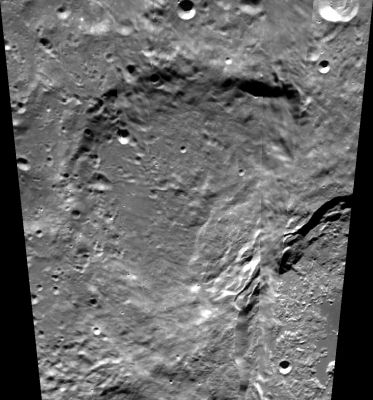
Fotografía de la misión Clementine (1994)

Minnaert es un gran cráter de impacto perteneciente al hemisferio sur de la cara oculta de la Luna. Está parcialmente cubierto en el lado sureste por el cráter más grande y más reciente Antoniadi. Al oeste-noroeste se encuentra Lyman.
Casi la mitad del cráter está cubierto por las rampas exteriores, y los materiales eyectados de Antoniadi. El borde restante está desgastado y erosionado, con numerosos cráteres pequeños en el borde y la pared interna. El suelo interior occidental es relativamente plano, pero está marcado por las eyecciones y los cráteres secundarios de Antoniadi. Si el cráter poseyó alguna vez una cresta central, actualmente está enterrada.

## Cráteres satélite
Por convención estos elementos son identificados en los mapas lunares poniendo la letra en el lado del punto medio del cráter que está más cercano a Minnaert.
|          | \| Minnaert \| Coordenadas \| Diámetro \| \| -------- \| -------------------------------- \| -------- \| \| C \| 64°12′S 176°00′O / -64.2, -176.0 \| 15 km \| \| N \| 71°06′S 176°06′E / -71.1, 176.1 \| 33 km \| \| W \| 63°24′S 174°06′E / -63.4, 174.1 \| 24 km \| |          |
| Minnaert | Coordenadas | Diámetro |
| C        | 64°12′S 176°00′O / -64.2, -176.0 | 15 km    |
| N        | 71°06′S 176°06′E / -71.1, 176.1 | 33 km    |
| W        | 63°24′S 174°06′E / -63.4, 174.1 | 24 km    |